# Murat Kaya
Murat Kaya (Hamburgo, 15 de febrero de 1971) escritor teutón. 
Ha trabajado para la versión alemana de MAD.

## Premios
4. Preis Workshop "Die Kunst des SPIEGEL" 2005

## Obras
- Überleben mit Heuschnupfen (2001)
- Liebesgrüße von der Ex (2003)